# Рассказ о любимой жене
«Рассказ о любимой жене» (яп. 愛妻物語: аисай моногатари; англ. Story of a Beloved Wife) — японский фильм-драма, которым всемирно известный кинорежиссёр и сценарист Канэто Синдо дебютировал в режиссуре в 1951 году.

## Сюжет
Когда Кэйта Нумадзаки был ещё студентом, он снимал комнату в семье Исикава. Дочь хозяина дома Такако и Кэйта полюбили друг друга и хотят пожениться. Но узнавший об их отношениях отец Такако категорически против этого брака, так как считает, что Кэйта не подходит его дочери, хотя бы уже только потому, что он беден. Глава семейства отказывает Кэйте и в проживании в их доме. Кэйта находит место в пансионе и однажды к нему приходит Такако с вещами. Она ушла из родительского дома и хочет жить вместе с любимым.
1942 год. Кэйта принят учеником сценариста на киностудию «Никкацу», но из-за войны на японских студиях идёт сокращение производства фильмов. Работы для начинающего сценариста тоже не предвидится. Такако уговаривает Кэйту поехать в Киото, где в одном из филиалов той же кинокомпании «Никкацу» работает его бывший босс, студийный продюсер Масуда. Как уверяет Кэйту Такако, Масуда должен помочь ему по старой памяти. 
Кэйта и Такако перебираются в Киото. Продюсер Масуда знакомит Кэйту с одним из мэтров студийной режиссуры Сакагути (принято считать, что в этом персонаже Канэто Синдо вывел знаменитого постановщика студии Никкацу Кэндзи Мидзогути), который даёт Кэйте задание написать сценарий. Масуда предупреждает при этом Кэйту, что это задание для него что-то вроде испытания: «Не справишься, — извини, но больше я тебе ничем не смогу помочь». Принесённый через какое-то время сценарий не понравился режиссёру, и Масуда отказывает ему в работе на студии. Такако просит Масуду за мужа, чтоб дали ему ещё один шанс. Масуда соглашается взять Кэйту на работу в течение одного года, но без оплаты. Режиссёр Сакигути вскоре просит написать его ещё один сценарий и приободренный Кэйта вновь берётся за работу.
Тем временем серьёзно заболевает Такако. Написанный новый сценарий Кэйты наконец-то принимают к производству, но его любимая жена после продолжительной болезни умирает.

## В ролях
- Нобуко Отова — Такако Исикава
- Дзюкити Уно — Кэйта Нумадзаки
- Рёсукэ Кагава — Кодзо Исикава, отец Такако
- Масао Симидзу — Масуда
- Юрико Ханабуса — Юмиэ Исикава, мать Такако
- Осаму Такидзава — Сакагути, кинорежиссёр
- Сабуро Датэ — Сакуносукэ Ота
- Тайдзи Тонояма — Ясу-сан
- Итиро Сугаи — режиссёр киностудии

## Премьеры
— национальная премьера фильма состоялась 7 сентября 1951 года.

## Награды и номинации
Кинопремия «Кинэма Дзюмпо»
- Фильм номинировался на премию "Кинэма Дзюмпо", однако по результатам голосования занял лишь 10 место[3].